# Атвотер (Каліфорнія)
Атвотер (англ. Atwater) — місто (англ. city) в США, в окрузі Мерсед штату Каліфорнія. Населення — 31 970 осіб (2020).

## Географія
Атвотер розташований за координатами 37°21′15″ пн. ш. 120°35′50″ зх. д. / 37.35417° пн. ш. 120.59722° зх. д. (37.354049, -120.597177).  За даними Бюро перепису населення США в 2010 році місто мало площу 15,79 км², з яких 15,77 км² — суходіл та 0,02 км² — водойми.

## Демографія
Згідно з переписом 2010 року, у місті мешкало 28 168 осіб у 8838 домогосподарствах у складі 6823 родин. Густота населення становила 1784 особи/км².  Було 9771 помешкання (619/км²).
Расовий склад населення:
| - 65,4 % — білих - 5,0 % — азіатів - 4,3 % — чорних або афроамериканців - 1,3 % — корінних американців - 0,3 % — вихідців з тихоокеанських островів - 18,8 % — осіб інших рас |

До двох чи більше рас належало 4,9 %. Частка іспаномовних становила 52,6 % від усіх жителів.
За віковим діапазоном населення розподілялося таким чином: 32,0 % — особи молодші 18 років, 57,6 % — особи у віці 18—64 років, 10,4 % — особи у віці 65 років та старші. Медіана віку мешканця становила 30,0 року. На 100 осіб жіночої статі у місті припадало 95,7 чоловіків;  на 100 жінок у віці від 18 років та старших — 90,5 чоловіків також старших 18 років.
Середній дохід на одне домашнє господарство  становив 54 670 доларів США (медіана — 41 414), а середній дохід на одну сім'ю — 58 623 долари (медіана — 46 237). Медіана доходів становила 35 876 доларів для чоловіків та 32 645 доларів для жінок. За межею бідності перебувало 26,2 % осіб, у тому числі 35,6 % дітей у віці до 18 років та 12,4 % осіб у віці 65 років та старших.
Цивільне працевлаштоване населення становило 10 319 осіб. Основні галузі зайнятості: освіта, охорона здоров'я та соціальна допомога — 24,1 %, виробництво — 14,1 %, роздрібна торгівля — 13,6 %.